# Patnanungan
Patnanungan è una municipalità di quinta classe delle Filippine, situata nella Provincia di Quezon, nella regione di Calabarzon.
Patnanungan è formata da 6 baranggay:
- Amaga
- Busdak
- Kilogan
- Luod
- Patnanungan Norte
- Patnanungan Sur